# Festung Bergen
La Festung Bergen (littéralement « Forteresse Bergen »), partie de la Festung Norwegen, est située dans la région de Bergen en Norvège. Elle faisait partie des constructions défensives de Bergen.

## Description
Les forces allemandes avaient beaucoup de mal à gérer les deux types d'organisation de batteries (de la Kriegsmarine et de la Wehrmacht) en Norvège. Les unités ont été plusieurs fois réorganisées, en particulier à Bergen, ce qui fait que Festung Bergen a eu plusieurs formations différentes, et que les batteries ont été souvent modifiées, déplacées, désarmées ou améliorées. Les batteries de l'Artilleriegruppe Bergen formaient Festung Bergen et étaient sous le commandement de l'artillerie de marine au sein de la Marineartillerie-Abteilungen 504 Bergen, MMA.504 Bergen.
Voici les batteries de marine (Marine-Küsten-Batterie, MKB) de la MAA Bergen faisant partie de l' Artilleriegruppe Bergen :
- MKB 1/504 Kvarven 1 (batterie norvégienne modernisée)
- MKB 2/504 Kvarven 2 (batterie norvégienne modernisée)
- MKB 3/504 Sandviken (batterie norvégienne modernisée)
- MKB 4/504 Hellen (batterie norvégienne modernisée)
- MKB 11/504 Fjell (batterie allemande)
- MKB 12/504 Sperrbatterie Bergen (batterie allemande)

En plus de ces batteries de marine, l'Artilleriegruppe Bergen comprenait trois batteries HKB (Heeresküsten-Batterien) de la Wehrmacht :
- 1./280 Selo
- 2./280 Varden
- 3./280 Straum

Cependant, la MAA.504 Bergen comprenait six autres MKB qui étaient réparties sous le commandement d'autres groupes d'artillerie et non dans l'Artilleriegruppe Bergen car éloignées de la ville. On peut remarquer que contrairement au « groupe Bergen », ces groupes sont commandés par la Wehrmacht et non la Kriegsmarine.
- MKB 5/504 Skjellanger : Artilleriegruppe Hjeltefjord : commandement HKAA III/ 977 (HKAA 441), Wehrmacht
- MKB 6/504 Korsnes : Artilleriegruppe Korsfjord : commandement HKAA IV/ 977 (HKAA 491), Wehrmacht
- MKB 7/504 Rutledal/Nesje II Sognefjord : Artilleriegruppe Sognefjord : commandement HKAA II/ 981 (II/ 977 – HKAA 495), Wehrmacht
- MKB 8/504 Selbjörnsfjord : Artilleriegruppe Korsfjord : commandement HKAA IV/ 977 (HKAA 491), Wehrmacht
- MKB 9/504 Nordfjord : Artilleriegruppe Nordfjord : commandement HKAA I/ 981 (I/ 977 – HKAA 505), Wehrmacht
- MKB 10/504 Haugesund : Artilleriegruppe Haugesund : commandement HKAA V/ 977 (HKAA 490), Wehrmacht

## Les forts

### Kvarven

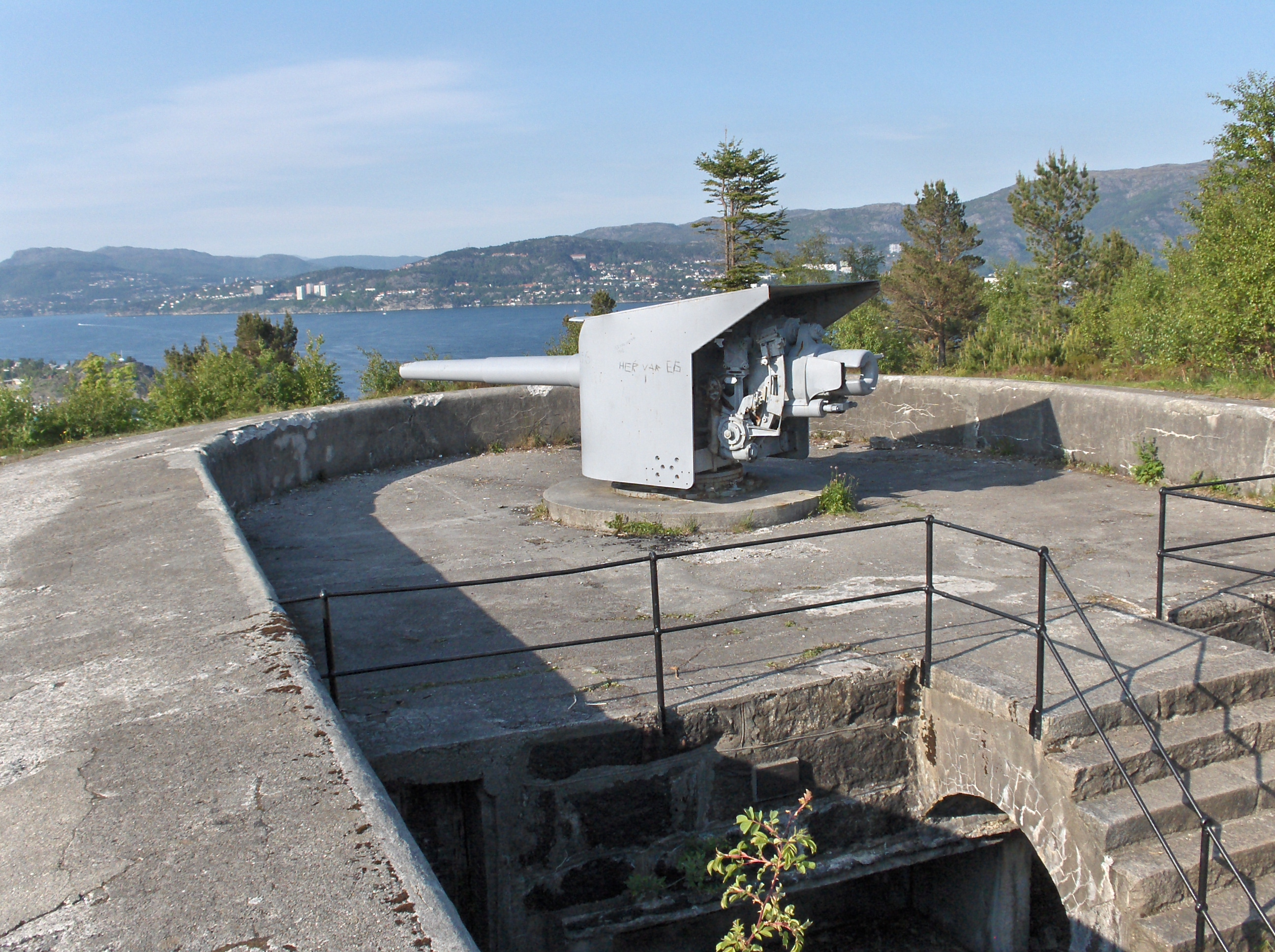
Kvarven en 2006. En arrière-plan, Hellen.

Le fort de Kvarven est situé à l'ouest du centre-ville, sur une pointe face à Askøy (l'île aux frênes). Il surplombe Gravdal et Laksevåg. En 1163 Markus de Skog, un opposant au roi, y fut pendu.
- Coordonnées : 60° 23′ 51,12″ N, 5° 14′ 33,09″ E
- Construit en 1899, considéré en 1936 comme pouvant défendre Bergen.
- Armement au matin de l'invasion allemande :
  - 3 canons de 210 mm KL/45 St.Chamond (portée 16 000 m).
  - 3 obusiers de 240 mm St.Chamond.
  - 2 canons antiaériens de 75 mm (DCA).
  - 3 mitrailleuses antiaériennes de 7,92 mm.
  - Batterie de torpilles (prête en 1902).
- Après l'invasion, le fort est divisé en trois batteries :
  - MKB 1/ 504 Kvarven.
  - MKB 2/ 504 Kvarven.
  - MKB 12/504 Sperrbatterie Bergen.
- Modernisé et agrandi par les Allemands.

Avec la volonté grandissante d'indépendance des Norvégiens vis-à-vis de la Suède, il était important de défendre la ville. Il fut donc décidé de construire des forts : Kvarven, Hellen et Sandviken. Après avoir acheté la ferme Bakke en 1898 et transformé son bâtiment principal en quartier des officiers, l'armée continua la construction du fort et la termina l'année suivante. Les obusiers de 240 mm ainsi que la batterie de torpilles en faisaient un fort ultra-moderne pour l'époque, mais il ne servit pas, la Norvège ayant obtenu son indépendance pacifiquement en 1905.
Le fort a été pris le premier jour de l'invasion par l'armée allemande. Il était défendu par 279 soldats et 33 officiers, la moyenne d'âge était de 40 ans. Les gardes duraient trois jours et il n'y avait aucun armement pour le combat rapproché dans le fort, qui était devenu totalement obsolète.
Les Allemands avaient nommé leur opération d'invasion de la Norvège Weserübung. Les forces engagées étaient divisées en plusieurs groupes. Le groupe III fut chargé de la prise de Bergen. Opération risquée, la ville étant à un coup d'aile des bases écossaises de la RAF et assez éloignée de celles de la Luftwaffe. Le contre-amiral Schmundt, responsable de la mise à terre des soldats du général Tittel commandant la 69e D.I, dirigeait les croiseurs Köln et Königsberg, dont les commandants de vaisseau étaient respectivement Kratzenberg et Ruhfuss. Les torpilleurs Wolf et Leopard, le navire école Bremse, l'escorteur-transporteur Karl Petars et cinq vedettes rapides de la 1re flottille de Schnell-Boote étaient aussi de la partie. Partie de Wilhelmshaven, au nord de Brême, la flotte arriva comme prévu dans la nuit du 9 mai 1940 dans la région de Bergen. La Home Fleet croisait quant à elle à 100 miles au large...
À 2h14 le petit fort de Lerøy, au sud de Bergen, signala des navires non identifiés faisant route vers la ville. Willoch, le commandant de Kvarven, fit mettre des torpilles en batterie et préparer ses hommes. Pendant ce temps le patrouilleur Manger se présenta aux arrivants. Le Köln s'identifia comme H.M.S Cairo et le patrouilleur norvégien rebroussa chemin. Le petit torpilleur bergenois Saël tenta d'attaquer mais abandonna très vite... il faisait 70 tonnes et datait de 1904 !
Kvarven s'étonnait de ne voir aucun navire arriver. En effet ceux-ci étaient occupés à débarquer des troupes pour prendre la ville à revers.
À 3h50 deux navires marchands furent repérés. C'était en fait les chalands Schiff 18 et Schiff 9, suivis du croiseur Köln et des torpilleurs Wolf et Leopard, et plus loin par le reste de la flotte.
Refusant de se laisser berner, Kvarven ouvrit le feu à 3h58. Le brouillard rendit inopérants les projecteurs et, de toute façon, une panne d'électricité survint au même moment (le fort était relié au réseau civil !). Le fort ne put tirer que deux salves sur le Köln et les deux torpilleurs l'accompagnant mais ceux-ci avaient déjà atteint les angles morts des canons (1 500 m) et envoyèrent un message codé en morse, en anglais : stop shooting !. Un avion norvégien F.52 lança deux bombes sur la flotte, sans effet. Les canons tiraient tellement mal que les Allemands crurent à de simples coups de semonce ! Finalement une salve toucha le Karl Peters, et deux touchèrent le Bremse. Ces navires ne coulèrent pas mais étaient hors d'état de combattre.
Pendant ce temps le Königsberg filait dans le port à 22 nœuds. Par erreur les obusiers n'ouvrirent pas le feu. Quand les canons entrèrent de nouveau en action, le navire fut atteint au bout de trois salves à la ligne de flottaison, puis sur le pont et sur la tourelle. Le Königsberg répliqua et détruisit un des canons de Kvarven. Peu de temps après, les deux autres canons s'enrayèrent et Willoch annonça le cessez-le-feu à 5h01. Le commandant allemand aurait par ailleurs menacé de bombarder la ville si la batterie ne cessait pas le feu.
La flotte allemande était dans le port et cela en était fini de Kvarven.
Un torpilleur norvégien caché au pied du fort avait dans sa ligne de mire, à 700 mètres, les navires allemands. Toutefois le commandant abandonna le navire pour éviter des pertes inutiles.
Les troupes débarquées auparavant (1 900 hommes) grimpèrent vers Kvarven qui se rendit à 7h00. On compta deux morts du côté norvégien, un homme qui avait refusé d'obéir aux Allemands et un autre probablement tué par accident par ses camarades (certaines sources parlent de 9 Norvégiens tués ou blessés et 57 Allemands tués ainsi que trois avions abattus). Il convient de souligner que les soldats n'étaient pas entraînés, n'avaient aucune expérience du combat et que les torpilles n'avaient même pas leurs gyroscopes. Rien n'était prévu. Le Bremse et le Königsberg restèrent immobilisés et les autres navires retournèrent en Allemagne.
Le lendemain, un raid de 15 Blackburn Skua acheva le Königsberg de trois bombes. Il coula dans le port et fut renfloué le 17 juillet 1942. Après avoir coulé à nouveau le 22 septembre 1944, il fut démantelé à Bergen après la guerre.
Eilif Rye Pisani fut exécuté à Kvarven le 2 avril 1947 dans le cadre de l'épuration légale, pour trahison.

### Hellen
Le fort d'Hellen est situé au nord du centre-ville, sur les contreforts de la montagne. On comprend aisément pourquoi ce fort et celui de Kvarven se font presque face : pouvoir prendre en feu croisé d'éventuels navires ennemis.
- Coordonnées 60° 25′ 56,81″ N, 5° 17′ 18,6″ E.
- MKB 4/504 Hellen.
- 3 canons de 210 mm KL/45 St.Chamond.

Quand les navires allemands ne furent plus dans l'angle de tir de Kvarven lors de la prise de la ville, le fort d'Hellen commença à faire feu de ses trois canons, avec une imprécision record. Deux canons s'enrayèrent, et l'ordre de cessez-le-feu tomba juste au moment où les tirs se faisaient plus précis. Ordre qui a vraisemblablement été mal compris car deux heures après la batterie tirait toujours sur les navires maintenant amarrés dans le port. Aucun obus ne toucha sa cible et il fallut six salves des deux croiseurs pour la réduire au silence. Bergen était prise. Les quelques canons de Sandviken n'ont quant à eux pas ouvert le feu.

### Sandviken
Sur les hauteurs de Sandviken et Sandvikskaien :
- Coordonnées : 60° 25′ 01,62″ N, 5° 19′ 18,02″ E.
- MKB 3/504 Sandviken.
- 2 obusiers de 240 mm St.Chamond.

### Fjell

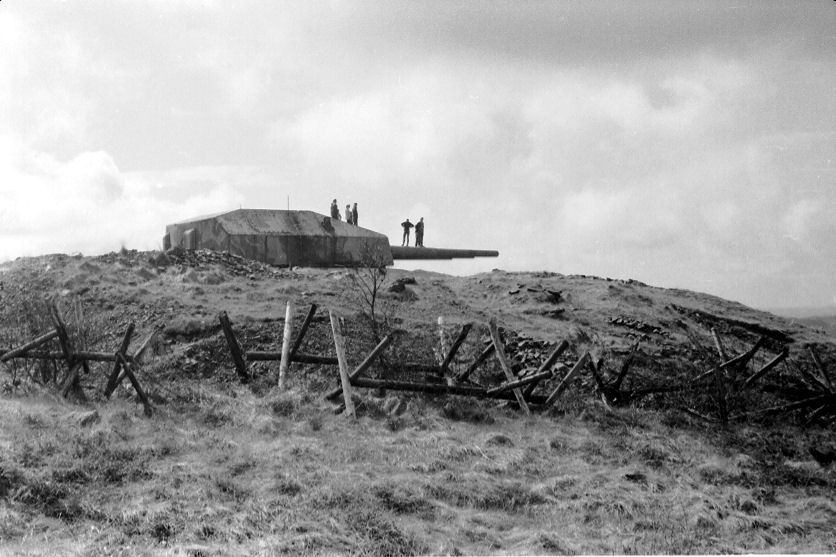
Les canons du Gneisenau en 1963.

La batterie est située à l'est de Bergen, sur l'île de Sotra.
- Coordonnées : 60° 19′ 44,2″ N, 5° 05′ 54,37″ E.
  - MKB 11/504 Fjell.
  - FLAK 5/802 Fjell.
- Construite de l'été 1942 à l'été 1943.
- Plus grande forteresse et batterie d'Europe du Nord.
- 3,2 kilomètres de tunnels.
- Un trou de 14 mètres de profondeur a été creusé pour l'affût des canons principaux pris sur le croiseur Gneisenau. 283 mm.
- 25 prisonniers de guerre morts de froid, d'épuisement ou exécutés pendant la construction.
- 3 canons de 283 mm SKC/34 (portée 37 000 m) du Gneinesau.
- 4 canons de 20 mm (FLAK (lutte antiaérienne)).
- 6 canons de 105 mm SKC/32 (Flak).
- Systèmes de lutte antiaérienne radarisés.
- Nombreux systèmes de défense (tobrouks, 88 mm, mitrailleuses, tourelle M19...).

### Sperrbatterie Bergen
Cette batterie est en fait le regroupement de divers canons situés aux abords de la ville, elle a été formée au début de l'année 1944.
- MKB 12/504 Sperrbatterie Bergen.
  - Nordnes, canon de 75 mm KL/44.
  - Lyreneset, deux canons de 88 mm (DCA).
  - Laksevåg, deux canons de 105 mm SKC/32.
  - Kvarven, 3 tubes à torpilles de 45 cm.

## FLAK
Ici encore les unités ont été régulièrement modifiées et regroupées, les canons déplacés et interchangés, des batteries construites plus ou moins tardivement. À Bergen la DCA était gérée par la marine. Voici l'organisation pour janvier 1945 :
- Principales armes utilisées :
  - Canons de 105 mm radarisés.
  - Canons de 88 mm, 75 mm, 20 mm.
  - Mitrailleuses MG34 sur affûts antiaériens.
  - Dreiwag (sorte de télémètre antiaérien).
  - Scheinwerf (projecteur suivant la trajectoire de l'avion).
  - Projecteurs simples, jusqu'à 200 cm de diamètre.
- Flakuntergruppenkommando Bergen-Süd.
- Stabsbatterie 1/801. Commandement: MAA.504.
  - S. Flakbatterie Fantoft 2/801 (105 mm).
  - S. Flakbatterie Storrind 3/801 (105 mm).
  - S. Flakbatterie Løvås 4/801 (105 mm). Coordonnées : 60° 19′ 35,15″ N, 5° 15′ 53,07″ E.
  - S. Flakbatterie Olsvik 5/801 (105 mm). Coordonnées : 60° 23′ 08,85″ N, 5° 13′ 09,99″ E.
  - L. Flakbatterie 6/801.
  - S. Scheinwerferbatterie 7/801.
  - Selbst.Leichter Scheinwerferzüg 321.
  - Alarm-Luftsperrzüge(M) 3./4./5./ Bergen.
- Flakuntergruppenkommando Bergen-Nord.
- Stabsbatterie 1/802. Commandement: MAA.504. Korv. Kpt Moldenhauer.
  - S. Flakbatterie Krokaas 2/802 (88 mm).
  - S. Flakbatterie Fagerdal 3/802 (88 mm).
  - S. Flakbatterie Blaamann 4/802 (105 mm). Coordonnées: 60° 24′ 21,12″ N, 5° 21′ 52,1″ E.
  - S. Flakbatterie Buskvann 5/802 (105 mm).
  - L. Flakbatterie 6/802.
  - S. Scheinwerferbatterie 7/802.

## Bruno

### Le bunker
- Coordonnées :
  - Bunker : 60° 23′ 28,93″ N, 5° 17′ 14,64″ E.
  - Camp : 60° 22′ 25,33″ N, 5° 18′ 19,35″ E.
  - Luftschutzbunker : 60° 23′ 05,44″ N, 5° 18′ 06,95″ E.

Le projet d'un bunker à U-Boote à Bergen fut développé dès 1940 avec l'Einzatzgruppe wiking, une sous-division de l'organisation Todt, et aboutit en 1943, la construction ayant commencé l'année précédente. La onzième flottille de combat était rattachée à Bergen.
Le bunker Bruno était un abri à sous-marins composé de sept quais dont trois cales sèches et trois cales humides. Le septième quai servait à stocker carburant, marchandises et torpilles. Son plafond se situait à six mètres de hauteur et ses murs faisaient jusqu'à quatre mètres d'épaisseur.
En 1943 deux camps furent ajoutés à la base, U-stützpunkt lager Prien et U-stützpunkt lager Weddingen reliés entre eux par le Danziger Werft. L'année suivante les camps Werft Gemeischaftslager 1 & 2 furent aussi ajoutés.
Le rattachement des U-Boote allemands affectés en France dans les contrées nordiques après les déroutes de 1944 ainsi que l'augmentation des torpillages ont rendu prioritaire l'élimination du bunker Bruno pour la RAF. Les allemands voulaient que les civils vivent aux abords des installations pour dissuader des éventuels bombardements.

### Les raids

#### Premier raid, 4 octobre 1944
Un premier raid aérien fut mené le 4 octobre 1944, à 9h05, impliquant les escadres 6 et 8.
Furent engagés :
- 93 Halifax.
- 47 Lancaster.
- 12 Mosquito de l'escadre 100 en escorte.

Conséquences :
- Un bombardier s'est écrasé au retour (Lancaster KB745, pas de survivants).
- 1 260 bombes de 450 kilos et 172 bombes de 225 kilos larguées en 11 minutes.
- 61 enfants et deux instituteurs de l'école d'Holen tués ainsi que 130 autres civils.
- 180 blessés et 700 sans abri (60 maisons totalement détruites).
- Plusieurs prisonniers de guerre russes tués.
- 12 Allemands tués.
- Deux U-boote endommagés (U-228 et U-993) et un bateau auxiliaire détruit (E. Bornhofen).
- Aucun dégât sérieux sur le bunker, atteint par sept bombes. Le système électrique fut tout de même détruit.

Le raid qui fut donc un échec total et l'une des plus grandes tragédies de la guerre en Norvège, suscita la polémique. Devait-on bombarder une cible située à 300 mètres d'une école pour sauver des centaines de vies de torpillages en mer du Nord ? L'opinion fut grandement marquée par les témoignages des pompiers qui décrivirent la façon dont ils durent décrocher les cadavres des enfants qui enserraient ceux de leurs professeurs.
Une plaque commémore la tragédie à l'emplacement de l'ancienne école.

#### Deuxième raid, 29 octobre 1944
Un deuxième raid fut mené le 29 octobre 1944, impliquant l'escadre 5. Furent engagés :
- 237 Lancaster.
- 7 Mosquito.

Conséquences :
- 8 avions et 21 hommes perdus dont :
  - Un avion abattu sur Kvarven par la Flak (aucun survivant, Lancaster LM271).
  - Un avion abattu sur le Store Lungegårdsvann (aucun survivant, un seul corps retrouvé (le mitrailleur de queue est tombé sur un toit), Lancaster ND332).
  - Un avion s'est écrasé au décollage (Lancaster ED860, aucun blessé).
  - Un avion s'est écrasé à l'atterrissage (Lancaster PB519, aucun blessé).
  - Deux avions ont atterri très sévèrement endommagés (Lancaster LM746 et ND902).
  - Un avion s'est abîmé en mer du Nord (aucune trace de l'appareil, Lancaster PD326).
- À cause du brouillard, seulement 47 avions ont bombardé (à une hauteur de 5 000 pieds).
- 52 Norvégiens tués, la plupart à cause d'une bombe tombée en centre-ville.
- 2 Allemands tués.
- Aucun dégât n'est causé au bunker.

#### Troisième raid, janvier 1945
Le troisième et dernier raid allié eut lieu le 12 janvier 1945, impliquant les escadres 9 et 617 "Dambusters". Ils visaient plus particulièrement l'U-864 et la cargaison qu'il devait livrer aux forces japonaises dans le Pacifique (opération Caesar).
Furent engagés :
- 32 Lancaster chargés de bombes Tallboy
- 1 Mosquito
- 12 Mustang IIIs en escorte (escadre polonaise 315).

Conséquences :
- 5 000 kilos de bombes.
- 3 bombes touchèrent au but.
- Une brèche de 8 m de diamètre fut ouverte dans le bunker : quai no 3 détruit.
- 2 U-boote endommagés.
- 20 Allemands tués.
- Le dragueur de mines M1 fuyait vers Helleneset pour éviter les bombes et fut volatilisé par une tallboy, seul cas avéré de toute la guerre. 20 morts sur les 34 membres d'équipage.
- 3 bombardiers abattus dont :
  - Un avion abattu sur la côte par un Focke-Wulf puis mitraillé par un Junkers (NF992, aucun survivant, un corps retrouvé).
  - Un avion abattu sur la cible par un Focke-Wulf (NG257, aucun survivant, pas de corps retrouvé).
  - Un avion revint très gravement endommagé, le pilote ayant abattu le Junkers NF992, à court de munitions et le voyant plonger fit à l'équipage un salut après sa dernière passe (PD198, aucun blessé).
  - Un avion abattu par la FLAK qui s'est écrasé au nord-ouest de Bergen (PD233, un mort). Les Allemands pensaient avoir abattu initialement 11 avions puisque onze batteries de FLAK avaient fait feu sur l'appareil[réf. nécessaire].

Ce raid fut tout de même un échec. Lors de cette opération, le U-864 fut endommagé. Il était en réparation au bunker Bruno après un accident peu après son départ de la Baltique à destination du Pacifique. Il fut coulé un mois plus tard au large de Fedje, près de Hellesøy.

### Après Guerre
Après la guerre, on ajouta au bunker un toit en bois pour le rendre un peu plus esthétique. La plupart des bâtiments connexes du Werft Gemeischaftslager 2 sont toujours debout. De nos jours le hangar à bateaux est partiellement détruit et sert à stocker du matériel et à réparer certains sous-marins de la flotte norvégienne.